# Sterphus
Sterphus là một chi ruồi trong họ Syrphidae.